# Crisárgiro

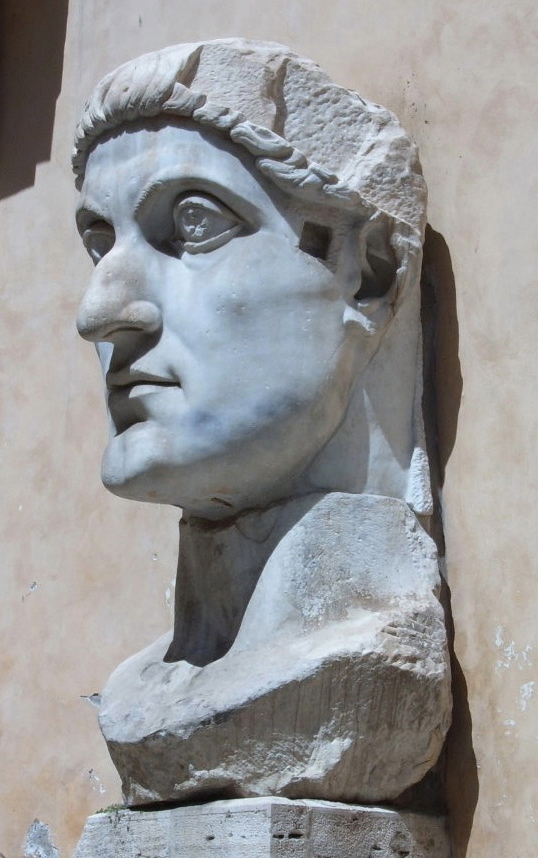
Busto do imperador Constantino (Museus Capitolinos, Roma).

O Crisárgiro (em grego: χρυσάργυρον; em latim: chrysargyrum; também conhecido em latim: Collatio lustralis) foi um imposto sobre atividades comerciais e artesanais no Império Romano. Ele foi instituído por Constantino, embora exista algumas indicações que tal imposto existia durante o reinado de Calígula (Suetónio, Vida dos Doze Césares). É aplicado tanto no Império Ocidental como no Oriental, que foi originalmente coletado em ouro e prata, mas apenas em ouro no início do século IV. Como muitos impostos romanos, não foi coletado anualmente, mas (originalmente) sempre a cada quatro anos.
Aplicava-se a cobrança deste imposto a todos aqueles que comercializavam ou que viviam do comércio, com exceção acerca de agricultores ou proprietários de terras, médicos, professores de pintura que vendiam suas obras, veteranos e clérigos. Por outro lado, até mesmo prostitutas e mendigos eram taxados para o pagamento do tributo.
Libânio, Zózimo e Evágrio listam exemplos de sofrimentos causados por este imposto, provavelmente porque foi recolhido de uma só vez a cada quatro anos. Os pais foram obrigados a vender seus filhos para a escravidão ou prostituição para atender a imposição requerida. De acordo com Josué, o Estilita, quando o imposto foi abolido, o povo da cidade de Edessa, que foi dispensado de um imposto de 140 kg de ouro a cada 4 anos (2520 soldos anualmente), celebrou com uma semana de festividades.

## Contexto
De acordo com Suetónio tal imposto remonta ao reinado de Calígula, momento qual havia sido criado um imposto sobre o comércio e o artesanato, outrossim, em outras partes do império, como no Egito, impostos semelhantes são conhecidos, o que não prova que tal imposto tenha se originado de impostos mais antigos; Evágrio diz que Constantino encontrou o imposto já estabelecido no Império Oriental, e considerou sua abolição. Desse modo considera-se Constantino o criador do mesmo.
No mundo ocidental, após a queda do Império Romano do Ocidente (476), o imposto continuou durante os reinos visigodo e ostrogodo tendo sido abolido apenas com a conquista da península itálica pelo general bizantino Belisário. No Império Bizantino o imposto perdurou até 498 quando Anastácio I Dicoro o aboliu como parte de suas reformas fiscais e monetárias. Para compensar esta perda de receita, o imperador adquiriu esta renda através de determinadas propriedades donde criou um fundo diferenciado.